# Chevrolet Menlo

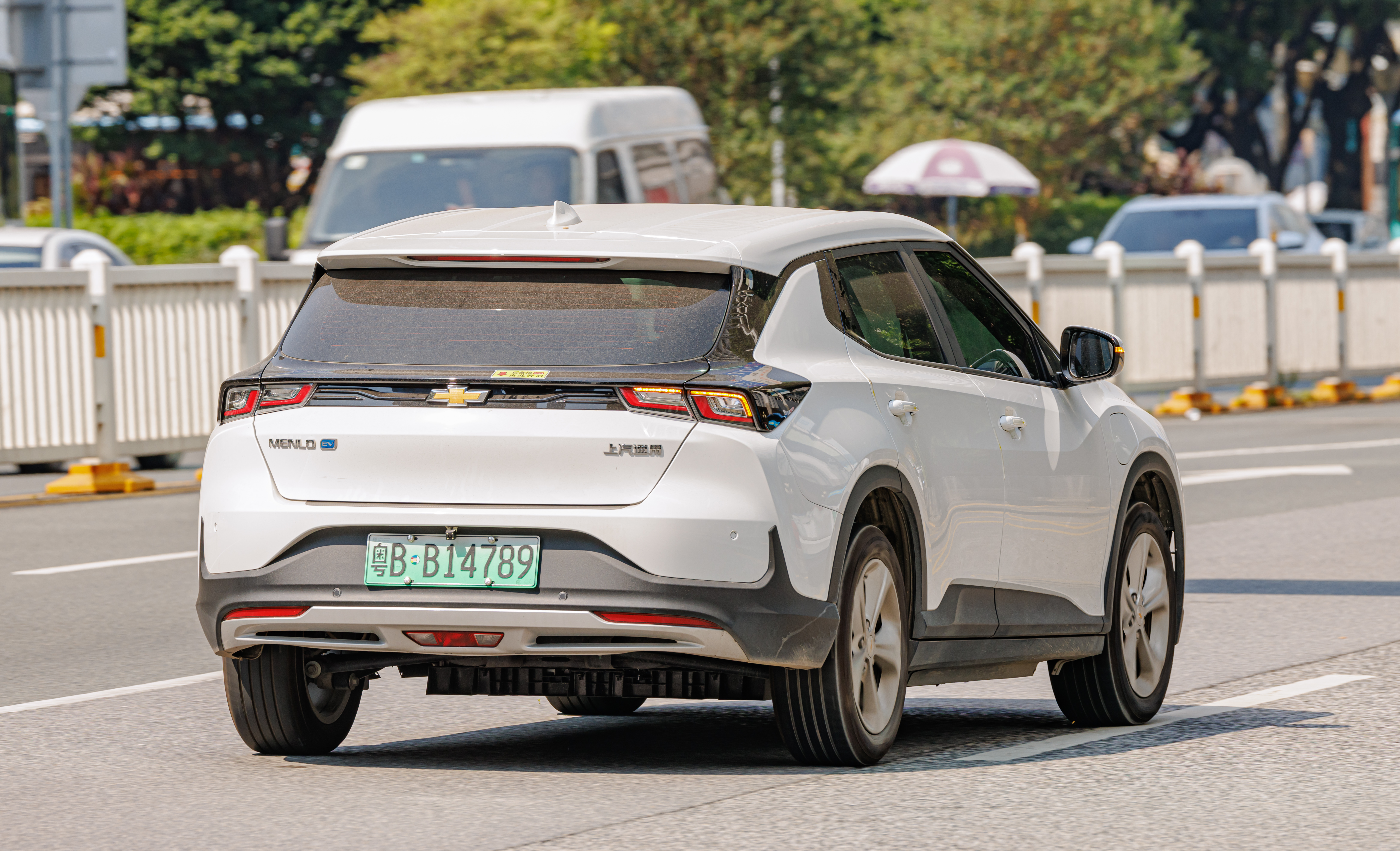
Heckansicht

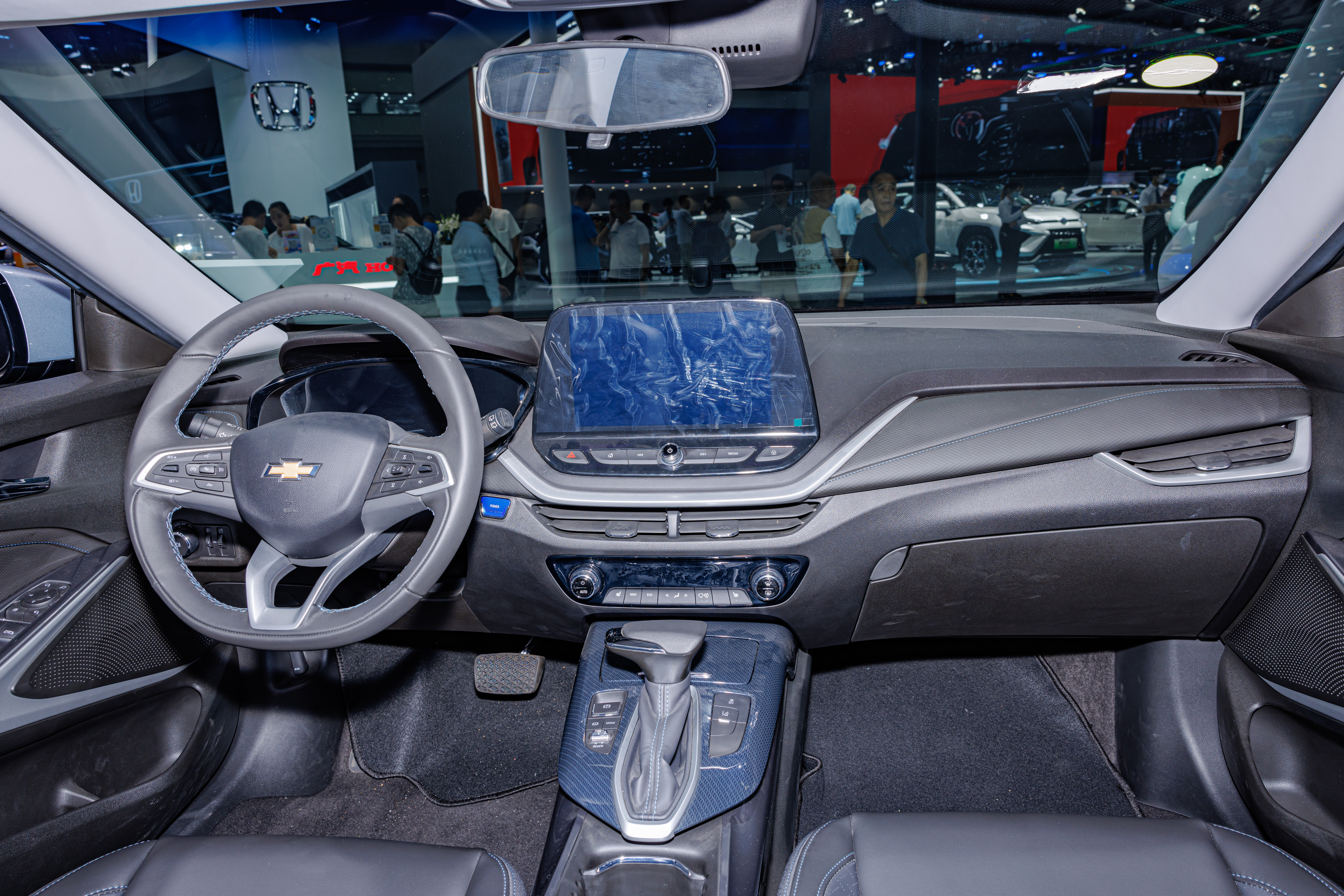
Innenansicht

Der Chevrolet Menlo ist ein batterieelektrisch angetriebener Kombi (Kombinationskraftwagen) der zu General Motors gehörenden Marke Chevrolet.

## Geschichte
Einen ersten Ausblick auf das Fahrzeug zeigte der Hersteller auf der Shanghai Auto Show im April 2017 mit dem Konzeptfahrzeug Chevrolet FNR-X Concept. Die Serienversion wurde im November 2019 vorgestellt. In den Handel kam der Menlo im Februar 2020 ausschließlich in China, dort ist er das erste Elektroauto der Marke.
Gemeinsam mit Walt Disney präsentierte Chevrolet im Sommer 2021 zwei auf je 188 Exemplare limitiere Sondermodelle (Micky Magic Edition und Micky Space Edition), Ende 2021 folgte noch die Micky Kung Fu Edition. Diverse an Micky Maus angelehnte gestalterische Elemente unterscheiden die Sondermodelle vom normalen Menlo.
Der seit 2019 erhältliche Buick Velite 6 nutzt die gleiche Technik wie der Menlo.

## Technische Daten
Angetrieben wurde der Wagen zum Marktstart von einem 110 kW (150 PS) starken Permanentmagnet-Synchronmotor. Ein Lithium-Ionen-Akkumulator mit einem Energieinhalt von 52,5 kWh ermöglicht eine Reichweite von 410 km nach NEFZ. Zum Modelljahr 2022 wurde die Leistung auf 130 kW (177 PS) gesteigert. Zudem hat der Akkumulator nun einen Energieinhalt von 61,1 kWh, wodurch die Reichweite nach NEFZ auf 518 km steigt.
|                             | Menlo EV                      | Menlo EV                      |
| --------------------------- | ----------------------------- | ----------------------------- |
| Bauzeitraum                 | 02/2020–11/2021               | seit 11/2021                  |
| Motorkenndaten              |                               |                               |
| Motorart                    | Permanentmagnet-Synchronmotor | Permanentmagnet-Synchronmotor |
| max. Leistung bei min−1     | 110 kW (150 PS)               | 130 kW (177 PS)               |
| max. Drehmoment bei min−1   | 350 Nm                        | 265 Nm                        |
| Kraftübertragung            |                               |                               |
| Antrieb                     | Vorderradantrieb              | Vorderradantrieb              |
| Getriebe                    | Festes Übersetzungsverhältnis | Festes Übersetzungsverhältnis |
| Messwerte                   |                               |                               |
| Höchstgeschwindigkeit       | 150 km/h                      | 170 km/h                      |
| Beschleunigung, 0–100 km/h  | 9,8 s                         | k. A.                         |
| Energieverbrauch auf 100 km | 13,1 kWh                      | 12,6 kWh                      |
| Batterie                    | 52,5 kWh                      | 61,1 kWh                      |
| Reichweite nach NEFZ        | 410 km                        | 518 km                        |